# Académie nationale des Beaux-arts et d'Architecture
Pour les articles homonymes, voir Académie des beaux-arts.
L'Académie nationale des Beaux-arts et d'Architecture (en ukrainien : Націона́льна акаде́мія образотво́рчого мисте́цтва і архітекту́ри; НАОМА) est une université d'art situé à Kiev et spécialisée dans les arts visuels et l'architecture. Elle comporte des départements de peinture, sculpture, illustration, graphisme, scénographie, architecture, conservation et  management artistique.

## Nom
- 1917-1922 : Académie d'État ukrainienne des arts
- 1922-1924 : Institution des arts plastiques
- 1924-1930 : Institut des Beaux-arts de Kiev (couplé avec l'Institut ukrainien d'architecture, 1918-1924)
- 1930-1934 : Institut de culture artistique prolétarienne de Kiev
- 1934-1992 : Institut des beaux-arts panukrainien
- 1992-1998 : Académie ukrainienne des Beaux-arts

En 1996, l'Académie ukrainienne des arts (UMA) a été établie à Kiev comme une société d'étude ou comme académie nationale spécialisée dans les différents types d'arts (par exemple les arts visuels, la musique, le théâtre, etc.).
- 1998-2000 : Académie des Beaux-arts et d'architecture
- depuis 2000 : Académie nationale des Beaux-arts et d'Architecture

## Historique

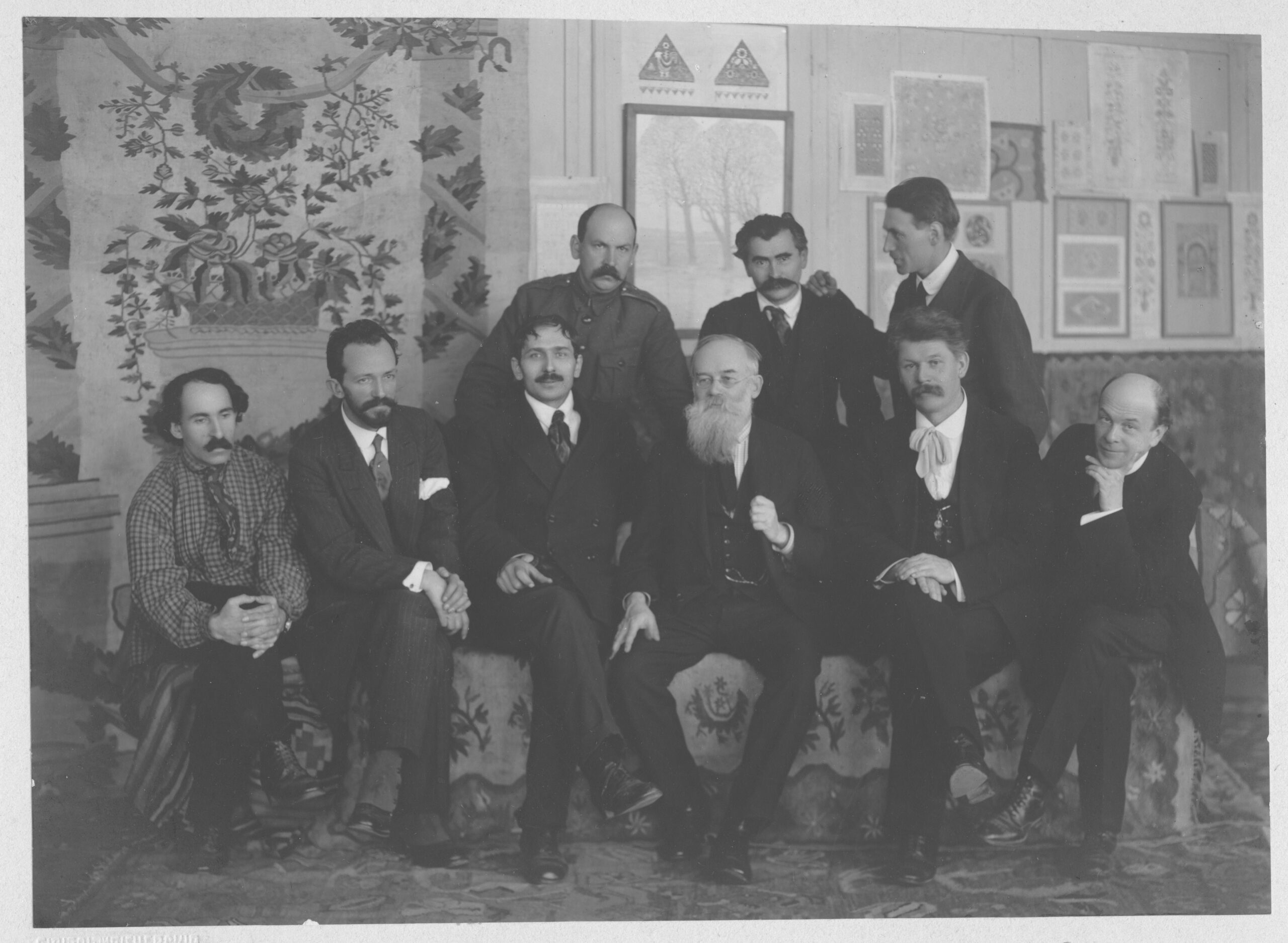
Les fondateurs de l'Académie ukrainienne des arts, le jour de son ouverture. Debout (de gauche à droite): G. Narbout, V. Krytchevsky et M. Boïtchouk. Assis : A. Manevich, O. Mourachko, F. Krytchevsky, M. Hrouchevsky (chef de la Rada centrale), I. Stechenko, M. Bouratchek.

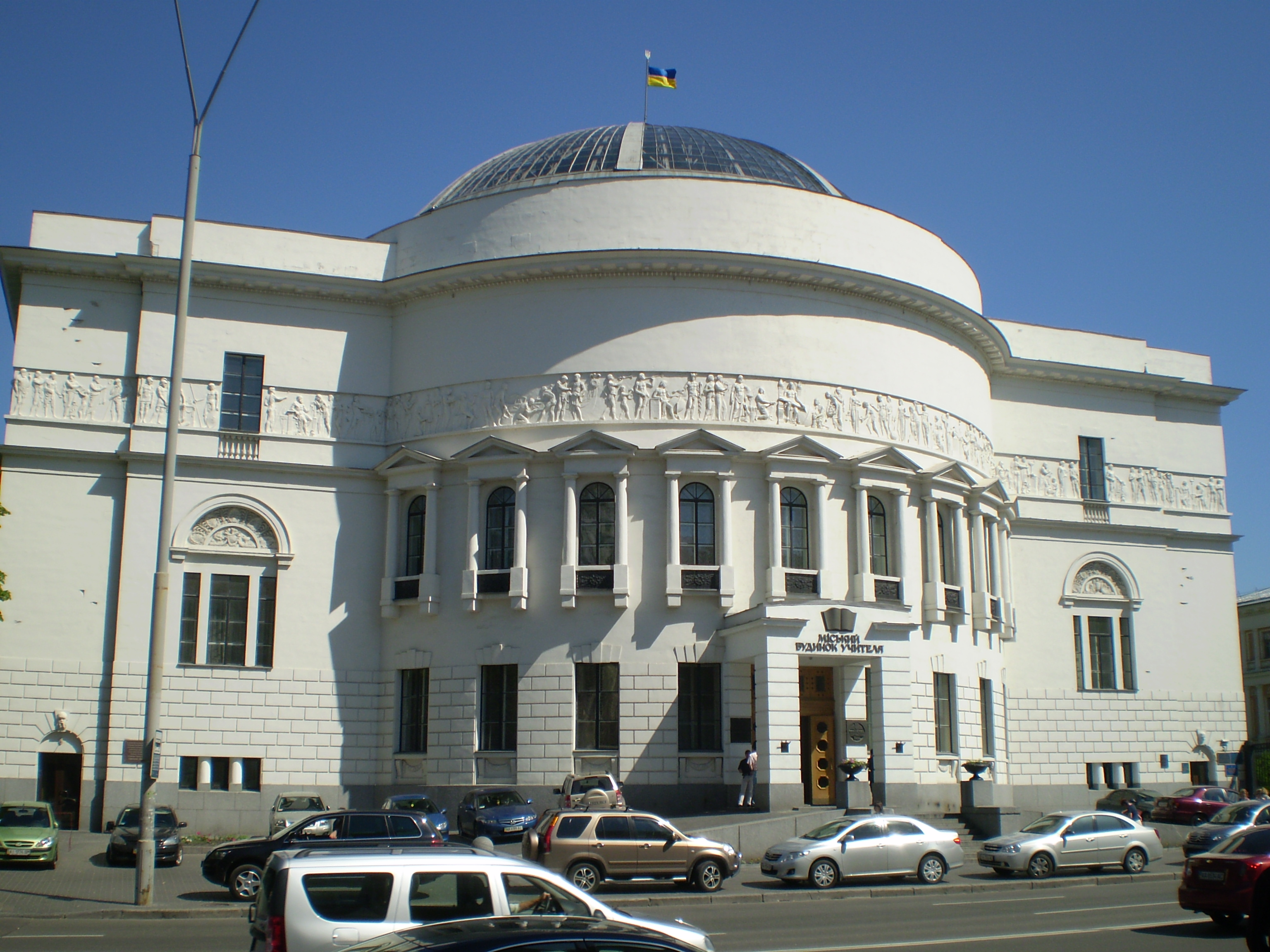
Bâtiment de l'université en 1917.

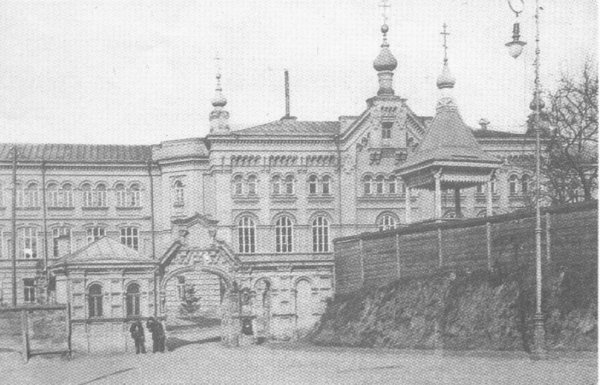
Ancien bâtiment du séminaire théologique de Kiev.

L'Académie nationale des beaux-arts et d'architecture (qui ne doit pas être confondue avec l'Université ukrainienne des arts) a été fondée sous le nom d'Académie d'État ukrainienne des arts à Kiev le 5 décembre 1917. Le comité de fondation était mené par Pavloutsky sous l'impulsion du Secrétaire Général  du Ministère de l'Éducation de la République populaire ukrainienne Ivan Stechenko. Le statut de l'université a été adopté par la Tsentralna Rada le 5 novembre 1917 et l'inauguration eut lieu le 5 décembre.
L'Académie était dirigée par le Conseil de l'Académie composé de D. Antonovitch, P. Zaïtev, D. Chtcherbakovskaïa (comme secrétaire scientifique) et d'autres. Le premier recteur était Fédir Krytchevsky.
Les premiers professeurs de l'Académie ont été : M. Boïtchouk (art monumental), M. Bouratchek (paysage), V. Krytchevsky (architecture et composition), F. Kritchevsky (peinture et portrait), A. Manevitch, O. Mourachko, M. Jouk (panneau et dessin) et G. Narbout (graphisme). En 1921, de nouveaux professeurs ont été inclus dans le personnel académique : L. Kramarenko (peinture monumentale et décorative), V. Meller (scénographie), S. Napelinska-Boïtchouk (gravure), E. Sagaïdatchny, B. Kratko (sculpture), A. Taran (mosaïque) et d'autres.
Initialement, l'Académie était située dans l'ancien Musée Pédagogique côtoyant le Conseil central d'Ukraine, puis a été transférée dans le bâtiment de l'ancienne école de commerce de Terechtchenko. Après la capture de Kiev par l'Armée rouge en février 1919, l'Académie des arts devint une organisation d'État avec un statut d'institut de recherche. Mais en août 1919, après la reconquête de la ville par l'armée de volontaires de Déninkine, elle passa du côté des organisations non financées, fut expulsée de son bâtiment et toutes ses affaires furent reléguées au grenier. Le recteur de l'Académie loua alors deux appartements inoccupés dans la même maison au 11, avenue de Saint-George, où furent placés les ateliers de peinture, la librairie et les bureaux.
En décembre 1920, après la restauration du régime soviétique à Kiev, l'Académie se situait dans l'ancien bâtiment de l'Assemblée des notables (se tenant à la place du Trade Union Building). En 1922, elle fut réorganisée et nommée Institut des arts plastiques de Kiev. En 1924, l'Institut ukrainien d'Architecture a été fusionné avec, formant l'Institut des Beaux-art de Kiev. Il fut relocalisé dans l'ancien bâtiment du Séminaire théologique de Kiev où l'Académie se trouve encore aujourd'hui. Avec le nouveau nom furent rajoutés de nouveaux départements : film et photographie, polygraphie, céramique et éducateurs à l'art politique.
En peu de temps, l'Institut des Beaux-arts de Kiev est devenu une des écoles principales de l'Union Soviétique. Mais à la fin des années 1920, les conflits idéologiques internes ont amené une chute de son importance. En 1930, le département d'édition et un certain nombre d'autres ont été fermés. Le recteur Ivan Vrona fut démis de ses fonctions, ce qui amena une nouvelle réorganisation de l'université, en accord avec les idées du Proletkoult. L'institut se renomma alors Institut de culture artistique prolétarienne de Kiev avec des départements originaux comme propagande, décoration de la vie prolétarienne, décoration sculpturale des villes socialistes, et éducation communiste artistique.
Après une réforme fondamentale de l'institution en 1934, elle se renomma de nouveau en Institut des Beaux-arts panukrainiens, puis Institut d'État des Beaux-arts de Kiev. C'est à cette époque que l'Institut revint à des méthodes d'études académiques et, en résultat, que la priorité fut donnée à la peinture sur panneau. Après la Seconde Guerre mondiale, l'Institut avait considérablement grandi. Les départements de graphisme, d'affiches politiques, d'art décoratif monumental théâtral, et plus tard le département de technologie et de conservation artistique ont rouvert, et le département de théorie et de l'histoire de l'art fut fondé.
En 1992, par une résolution du Cabinet ministériel d'Ukraine, l'université retrouva son nom original - Académie des Beaux-arts panukrainiens -, et en accord à un décret du Cabinet ministériel du 17 mars 1998, elle devint l'Académie nationale des Beaux-arts et d'Architecture. En septembre 2000, l'Académie a été promue au statut d'institution nationale en tant que centre exceptionnel d'éducation artistique pour des accomplissements significatifs dans l'enseignement et les activités de recherches, ainsi que pour la préparations des artistes et du personnel scientifico-pédagogique dans le champ des Beaux-arts et de l'Architecture.

## Facultés et départements
Dans le cadre du programme de premier cycle, il y a 3 facultés, 4 départements généraux et 10 départements liés au corps professoral. Deux autres départements sont disponibles pour le diplôme de troisième cycle (nommés aspirantura). Avant l'agression russe contre l'Ukraine en 2014, il y avait un campus criméen au sein de l'université.

### Premier cycle
- Faculté des arts visuels et de la restauration, l'école de base qui tire ses racines de l'Académie ukrainienne des arts
  - Département de peinture et composition
  - Département des arts graphiques
  - Département de sculpture
  - Département de technique et restauration des œuvres d'art ( conservation de l'art )
  - Département de scénographie et arts de l'écran
  - Département de design
- Faculté d'Architecture
  - Département de conception architecturale
  - Département de théorie et d'histoire de l'architecture et de synthèse des arts
  - Département des structures architecturales
- Faculté de théorie et d'histoire de l'art
  - Département de théorie et d'histoire des arts
- Départements académiques généraux
  - Département de dessin
  - Département de la culture et des études sociales et humanitaires
  - Département des langues étrangères
  - Département d'éducation physique

### Diplômé
- Aspirantura
  - Département des arts visuels
  - Département de théorie de l'architecture et de la conservation des monuments

## Recteurs (directeurs)
- Fédir Krytchevsky (1917-1918 et 1921-1923)
- Gueorgui Narbout (février 1918 - 23 mai 1920)
- Mykhaïlo Boïtchouk (1920)[1]
- Ivan Vrona (1924-1930)
- Benkovitch (1934-? )
- V.N. Rykov ( ? -? )
- A. Stillman (1940-1944)
- V.Z. Borodaï (1966-1973)
- A.M. Lopoukhov (1973-1985)
- V.N. Borissenko (1985-1988)
- A.V. Tchebykine (1989 -…)

Tchebykine a créé en 1996 l'Académie nationale des arts d'Ukraine.